# Calle de Barrionuevo (Segovia)
La calle de Barrionuevo es una vía pública de la ciudad española de Segovia.

## Descripción
La vía, enclavada entre las calles de San Geroteo y de Martínez Campos, discurre desde la de la Judería Vieja hasta la plazuela de la Madre Cándida. En Guía y plano de Segovia (1906), obra de Félix Gila y Fidalgo, se menciona lo siguiente:

La calle de Barrionuevo tomó el nombre por el derribo de las casas que rodeaban á la antigua iglesia de Santa Clara y su nueva edificación.
(Gila y Fidalgo, 1906, p. 203)

También aparece descrita en Las calles de Segovia (1918) de Mariano Sáez y Romero, en este caso con las siguientes palabras:

Barrionuevo.—Está enclavada esta vía entre la calle del Sol y la de Martínez Campos. Se llama así por ser barriada de relativa moderna construcción, pues se remonta la apertura de la calle a fines del siglo XVI, cuando se tiraron las muchas casas viejas que rodeaban el Convento de Santa Clara, sobre cuyas demoliciones se hubo de erigir la hermosa Iglesia Catedral que hoy admiramos. Este sitio es conocido como el de Caballo Sisí, por la efigie o relieve de San Martín a caballo que hay en la pared de la Catedral que da a este lado. Caballo proviene de la palabra Gigí y de aquí ginete, a la gineta, etc.; y como el gi-gi es francés, pues San Martín es santo francés, se pronuncia chi chi, sí sí, y de aquí por corrupción la denominación de Caballo Sisí a la fuente y al sitio, dada antiguamente por el vulgo.
(Sáez y Romero, 1918, p. 18)